# Nicolaus de Tudeschis

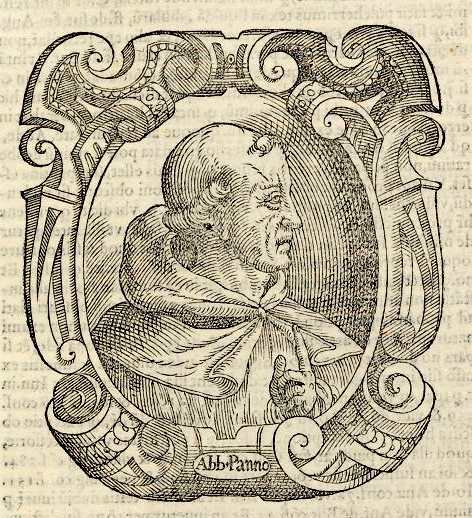
Nicolaus de Tudeschis. Der Abbas Pannormitanus in einem Druck von 1571

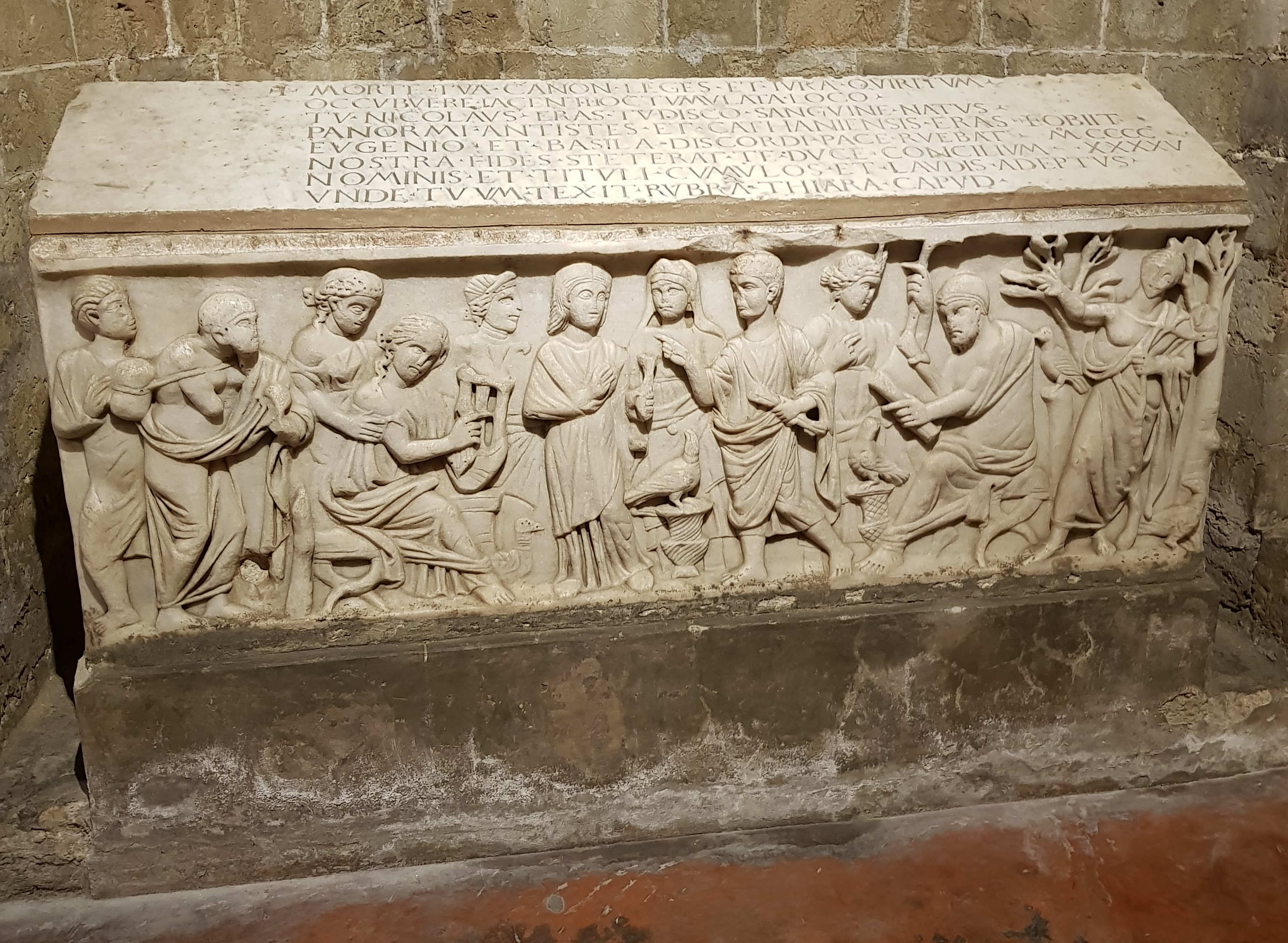
Sarkophag des Nikolaus in der Krypta der Kathedrale von Palermo

Nicolaus de Tudeschis (italienisch Niccolò de Tedeschi), meist Panormitanus genannt, geboren vielleicht 1386 in Catania auf Sizilien, gestorben am 24. Februar 1445 in Palermo, war ein italienischer Kanonist und Erzbischof von Palermo.

## Leben
Nicolaus de Tudeschis wurde in Catania geboren; seine Abstammung und das genaue Jahr sind unsicher. Nach eigenen Angaben trat er jung in den Benediktinerorden ein. Er studierte Kirchenrecht in Bologna und Padua; anschließend war er als Kanonist an verschiedenen italienischen Universitäten tätig: in Bologna 1411/12, in Parma 1412–18, in Siena 1418–31, wieder in Bologna 1431; 1432 hatte er Angebote aus Florenz und Padua, zugleich nahm Papst Eugen IV. ihn in die Delegation zum Konzil von Basel auf. Seine Lehre war deutlich vom Konziliarismus geprägt. 1433 verteidigte er allerdings in einer Rede die päpstlichen Vorrechte, um die Verlegung des Konzils (wie vom Papst gewünscht) nach Bologna zu erreichen, was aber scheiterte. Nach Spaltung und (Teil-)Verlegung des Konzils nach Ferrara 1437 unterstützte er die konziliare Position gegen den Papst und war für das Basler Konzil als Gesandter tätig, unter anderem auf dem Reichstag in Frankfurt.
1415 erhielt er ein Kanonikat in Parma, 1425 eine Pfründe als Abt des Klosters Santa Maria di Maniace im Val Demone in der Nähe von Catania, 1435 wurde er auf Vorschlag Alfons V. Erzbischof von Palermo; 1440 wurde er vom Gegenpapst Felix V. zum Kardinal erhoben. Nachdem er 1443 nach Palermo gegangen war, starb er dort 1445 an der Pest.
De Tudeschis ist in Basel im sog. Münstersaal über dem Kreuzgang des Basler Münsters in Wandmalereien des mittleren 15. Jahrhunderts dargestellt.
In der Kanonistik des ausgehenden Mittelalters und der Frühen Neuzeit wurden die Werke des Panormitanus (wie er aufgrund seines Amts als Bischof von Palermo oft genannt wurde) sehr geschätzt und fanden weite Verbreitung, zuerst handschriftlich, dann im Druck. Teilweise sind ihm aufgrund seiner hohen Autorität auch fremde Werke zugeschrieben worden oder Ergänzungen in authentische Werke eingefügt worden. Seine Kommentare zum Liber Extra galten als Standardwerke. Orazio Condorelli hat sie zu den Meisterwerken der europäischen Rechtsgeschichte gerechnet.

## Gedruckte Werke
- Disceptationes et allegationes. Johann Koelhoff d. Ä., Köln 1477 (Digitalisat)
- Super secundum Decretalium. Johann Koelhoff d. Ä., Köln 1477 (Digitalisat)
- Glossae Clementinae. Johann Koelhoff d. Ä., Köln 1477 (Digitalisierte Ausgabe der Universitäts- und Landesbibliothek Düsseldorf)
- Lectura super tertio libro Decretalium. Venedig, Johann von Köln und Johann Manthen, 1478 (Digitalisierte Ausgabe)
- Lectura super primo libro Decretalium, P. 1.2. Venedig, Franciscus Girardengus, 1484 (Digitalisat)
- Lectura super V libris Decretalium. Anton Koberger, Nürnberg (Digitalisierte Ausgabe)
  - 1 (1485).
  - 2 (1486).
  - 3 (1486).
  - 4 (1486).
- Lectura super V libris Decretalium. Johann Amerbach, Basel 1487 (Digitalisat)
  - 1. Decretalium 1. P. 1. 1488 (Digitalisat)
  - 2. Decretalium 1. P. 2. 1488 (Digitalisat)
  - 6. Decretalium 3. 1488 (Digitalisat)
- Opera, Venedig 1591, Band 4, Digitalisat in der Google-Buchsuche